# الألم (كتاب)
«الألم» هو الجزء الثاني من السيرة الذاتية للفنان المغربي الراحل العربي باطما بعد جزء الرحيل التي كتبها أثناء رحلة صراع طويل مع مرض السرطان.

## القيمة الفنية والتاريخية[4][5]
السيرة بجزئيها تعتبر ذات قيمة فنية وتراثية وتاريخية خاصة، نظرا لمكانة الفنان في الموقع الفني والتراثي في الحي المحمدي بالدار البيضاء، والمغرب عموما، فهو موسيقي وشاعر وممثل مغربي ومن مؤسسي مجموعة ناس الغيوان الشهيرة. وكذلك للظرفية التي دون فيها صفحات سيرته الذاتية أثناء رحلة صراعه مع مرض السرطان، قبل الرحيل وعنونها ب«الألم» بعد جزء الرحيل أو «سنين الجراد»، بتعبير الراحل، ولم تضع نصب عينها الموت الذي كان ينتظر الكاتب وهو طريح فراشه، بل كانت أيضا مفعمة باحتفالية نادرة تحتفي بلذة الحياة، وإن كانت بطعم مرير: «إن هاته الحياة وظروفها التي أعانيها الآن.. من المرض والفقر والألم ومعرفة الأشياء بشكل عميق، وفهمها سياسيا وفكريا، هي التي يجب نعتها بالرديء».
وقد تربّعت سيرته الذاتية بجزئيها «الرحيل» و«الألم» على عرش مبيعات الرابطة ودار توبقال للنشر، سواء في طبعة «الرحيل» الصادرة عن «منشورات الرابطة» سنة 1995، أو في طبعات الكتابين معا الصادرين ضمن منشورات دار توبقال بعد وفاة الفنان سنة 1996.

## سيرة الألم
لقد كان العربي باطما في كتابه الرحيل والألم، سبّاقا في هذا النوع من الكتابة، «كتابة الألم» وقد كان شجاعا في تناول موضوع السرطان الذي كان يعتبر مرضا فتاكا بضحاياه في ذلك الوقت، وقد كانت سيرة العربي باطما وما تناولته من موضوع الضعف الإنساني، مفتاحا لأدباء وفنانون مغاربة عانوا من مرض السرطان نفسه، وكتبوا عنه بحجم المرارة نفسها، الروائيين محمد زفزاف ومحمد خير الدين ومحمد شكري وغيرهم، والطاهر بن جلون في الإستئصال.
وبعد انتهاء السيرة الأولى «الرحيل» تبدأ السيرة الثانية «الألم» بتصوير صراع العربي باطما ضد مرض السرطان، بعد استشارة طبية صدفة عن الشعور ببعض الآلام في الجسم، فنبهه أحد الأطباء أثناء تصوير لقطاته بإحدى المستشفيات بالدار البيضاء أنه مصاب بالسرطان.
وقد كتب العربي باطما سيرة "الألم" في سبعة أيام، أي في ظرف وجيز ليصور خطورة مرض السرطان وينقل للجمهور معاناة الفقراء في مستشفيات الدولة والعيادات الخاصة، حيث يعامل المرضى معاملة لاإنسانية، وذلك باستنزاف أموالهم بطريقة أنانية هيبوقراطية Hypocrite لا أبقراطية (نسبة إلى أبقراط الذي وضع أسس الطب الإنساني).
إن سيرة«الألم» هي سيرة مأساوية وتراجيدية تقوم على وصف المعاناة والصراع الإنساني ضد مرض الموت المخيف آنذاك (السرطان)، إنه تعبير عن موقف إنساني عن طريق الكتابة والفن والصبر والنسيان، والإقبال على الحياة وإدانة الواقع وتعريته والثورة على تناقضاته الطبقية والاجتماعية والسخرية من قيمه وأعرافه، والاستهزاء من الأطباء والممرضين الذين لايقومون بمهمتهم الإنسانية، كإحباط المعلمين في ميدان التعليم، فقد شوّهوا مهنا شريفة بطمعهم وجشعهم الجنوني للمادة على القيم الإنسانية المثلى.

## الأسلوب
وعلى مستوى المنظور، نلاحظ الرؤية المصاحبة هي المهيمنة على المتن الحكائي للسيرة الذاتية لوجود ضمير المتكلم وتطابق الأصوات واسترجاع المحكي الماضوي عبر التبئير الداخلي.
أما من حيث الصيغة، فتطغى على السرد خصائص متعددة تنوعت بين الأسلوب غير المباشر، والمناجاة الداخلية التي تجلت في صيغ الدعاء، إضافة إلى الحوار، مع بروز لافت للسرد على حساب الخطاب المباشر. كما يلجأ الكاتب إلى توظيف الزجل والأدعية وأسلوب المشاهد المسرحية واللقطات السينمائية المعتمدة على التقطيع والمونتاج، مستلهماً في ذلك تقنيات الرواية الجديدة، وهو ما يدل على تأثره البين بالفن الدرامي والتشكيلي والسينمائي.
أما على مستوى اللغة والأسلوب، فإننا نجد لغة واضحة وفصيحة، تتراوح بين اللغة الراقية والدارجة العامية، مع حضورٍ ملحوظ لبعض العبارات باللغة الفرنسية، ما يعكس تعدد مستويات الخطاب وتنوع المرجعيات الثقافية. ويتسم أسلوبه بطابع تقريري وموضوعي، يغلب عليه التعيين المرجعي أكثر من الإيحاء والتخييل الإنشائي. ويأتي هذا الخيار الأسلوبي من منطلق الوفاء لخصوصية السيرة الذاتية التي تقتضي الصدق والواقعية، والاعتراف بالتجارب الذاتية على تنوعها، بما فيها من إخفاقات ونجاحات، نقائص ومكاسب. ومن هنا، يظهر الكاتب بشخصية صريحة وجريئة، لا يتردد في الاعتراف بأخطائه ونقاط ضعفه، في مقابل استعراض محطات التألق والإنجاز الفني في مساره الإبداعي.

## اقتباسات
" ركبنا السيارة ، وتوجهنا إلى المستشفى ، والساعة لم تتجاوز السادسة صباحاً ، وكان موعد العملية على الساعة الثامنة صباحاً ، ولما وصلنا وجدنا الممرض المكلف بالجراحة الليلية على علم بقدومنا ، فأدخلنا إلى الجناح الخاص بالذين سيحرى لهم العمليات .. كتاب الألم ص 17 "
"في الليل زارني الطبيب ، وسألني عن حالتي الصحية ، وقال لي بأن العملية كانت صعبة ، وكانت عكس تخميناته ، فهو كان يظن بأن لا يوجد إلا ذلك الكيس ، لكنه لما قلع الكيس وجد سلسلة مرتبطة بعضها ببعض من الرقبة إلى تحت الإبط ، وأنه لولا عطف الله ، وإسراعي بالعملية لكانت يدي ستنشل .. ص 35 "
"كان هنالك فتيات مريضات بأورام الحنجرة ، أو الثدي أو الأذن أو الأنف ، فتيات في مقتبل العمر ، وصبيات صغيرات ونساء ، وعجائز أشرفن على سن اليأس ، أطفال وشيوخ وشباب ، الكل في طابق طويل ومستطيل ، في آخره يقع مكتب الطبيب ..ص41"
"سمعت بهذا المرض الذي أصبت به لما رأيت المرأة ، وقالت أمي إنه المرض الخبيث ، وسمعت أسمه للمرة الثانية ، لكن هاته المرة أسمعه باسم ” الكُونصيره ” وهي كلمة مأخوذة عن التسمية الفرنسية .
– عندك الكونصير “
– أواه .. ما هذا ؟
ماذا قالت هاته المرأة ؟
تلفنت لعمر السيد ، وأخبرته بما قالت الفتاة ، لكن رده لم يقنعني ، فلقد قال لي :
– إنه مرض العباقرة .. والمفكرون الكبار هم الذين يصابون ويموتون بالسرطان ..ص76"
"الليل طويل ، طويل جداً ، ظلامه ثقيل جداً ، أشعة القمر التي تتسرب من نافذة الغرفة كأنها شبح يقف على رأسي منتظراً خروج روحي . وهذا الصمت الذي كنت أحبه ، لقد غدا يعذبني ، وأشعر به عدواً يتربص بي … ص 132"

## وصلات خارجية
- موقع ديوان العرب مقالة تحت عنوان: سيرة الكاتب والفنان المغربي العربي باطما
- «الرحيل» و«الألم» يتربّعان على عرش مبيعات الرّابطة وتوبقال
- تدوينة عن الرائعة التراثية «فين غادي بيا خويا» لناس الإيوان.
- مدونة صوت الحي المغربية "باطما أسطورة الحي المحمدي
- ثقافة وفن: موقع الجزيرة.نت"ناس الإيوان..ملحمة جيل مبدع
- تسجيل قديم لمجموعة ناس الإيوان في أغنية: الرغاية«اللي گال العصيدة باردة يحط يده فيها».